# Nomada comparata
Nomada comparata är en biart som beskrevs av Cockerell 1911. Nomada comparata ingår i släktet gökbin, och familjen långtungebin. Inga underarter finns listade i Catalogue of Life.